# Profession ceinture noire
Pour plus de détails, voir Fiche technique et Distribution.
Profession ceinture noire (hangeul : 무도실무관 ; RR : mudosilmugwan ; MR : mudoshilmugwan ; litt. « praticien d'arts martiaux ») est un film sud-coréen réalisé par Jason Kim et sorti en 2024. Il est diffusé en exclusivité sur Netflix.

## Synopsis
Lee Jung-do, un jeune homme positif et extrêmement doué aux arts martiaux, intervient un soir dans un combat de rue. Ses talents ne passant pas inaperçus, on lui propose un poste très particulier.

## Fiche technique
Sauf indication contraire ou complémentaire, les informations mentionnées dans cette section proviennent du générique de fin de l'œuvre audiovisuelle présentée ici.
- Titre original : 무도실무관
- Titre français : Profession ceinture noire
- Réalisation et scénario : Jason Kim
- Musique : Koo Ja-hwan
- Décors : Lee Bong-hwan
- Costumes : Kim Ha-kyung
- Photographie : Lee Tae-oh
- Montage : Kim Seon-min
- Sociétés de production : Climax Studio et Seven O Six[1],[2]
- Société de distribution : Netflix
- Pays de production :  Corée du Sud
- Langue originale : coréen
- Format : couleur
- Genre : action, aventure, comédie, drame
- Durée : 108 minutes
- Date de sortie : 13 septembre 2024
- Classification :
  - Corée du Sud : convient aux 15 ans et plus
  - France : déconseillé aux moins de 16 ans

## Distribution
- Kim Woo-bin : Lee Jeong-do[3]
- Kim Sung-kyun : Kim Seon-min[3]

## Production

### Développement
Fin juillet 2023, Netflix confirme la production de Profession ceinture noire, une comédie d'action signée Jason Kim,. Il est produit par Climax Studio et Seven O Six,.

### Attribution des rôles

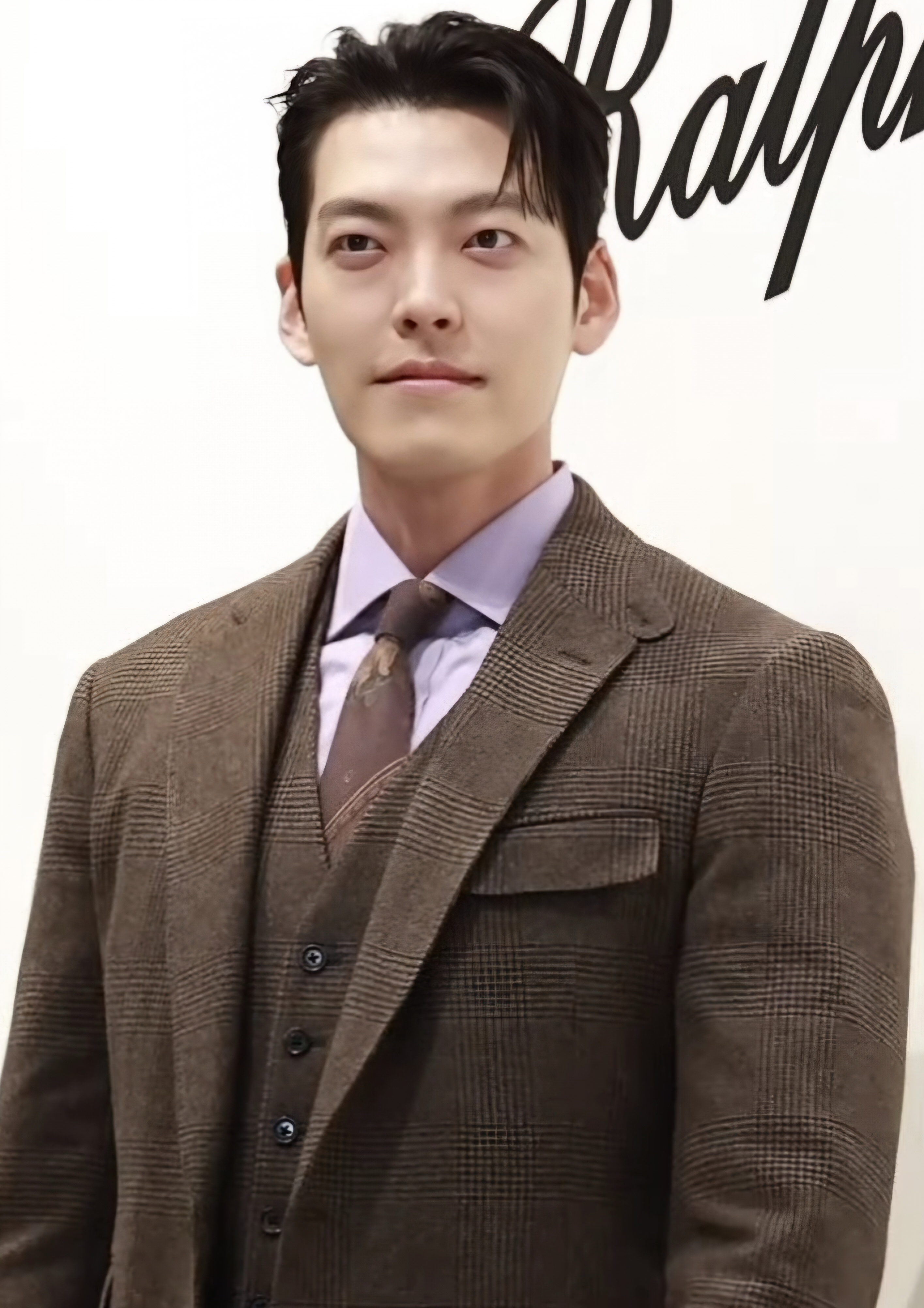
Kim Woo-bin en 2024.

Mi-juin 2023, Kim Woo-bin s'est vu offrir un rôle pour le film,. Il incarne Lee Jeong-do, un expert en arts martiaux, avec ceinture noire,. Fin juillet, Kim Sung-kyun confirme sa participation à ce projet, dans le rôle de Kim Seon-min, un agent de probation spécialisé pour des criminels violents portant des bracelets électroniques aux chevilles,.
Pour parfaire son rôle, Kim Woo-bin a dû rencontrer des vrais pratiquants d’arts martiaux, pratiquer pendant une heure chacun le taekwondo, le kendo, le judo et prendre environ 8 kg.

## Accueil

### Sortie
Mi-août 2024, Netflix révèle que Profession ceinture noire sera diffusé dans le monde entier prochain, le 13 septembre prochain, ainsi que l'affiche et la bande-annonce.

### Box-office
Depuis sa sortie, Profession ceinture noire se classe à la première place des « Top 10 mondial des films non anglophones » pendant deux semaines, enregistrant un total de 1,57 millions du vues entre le 16 et le 22 septembre 2024, puis 5,1 millions de vues la semaine suivante.

### Accueil critique
Lee Da-won de Sports Kyunghyang souligne que « l'acteur est bon », mais le film semble être « un peu superficiel ».